# Of Mice & Men
Gli Of Mice & Men sono un gruppo musicale statunitense proveniente da Costa Mesa, California. Il gruppo è stato fondato da Austin Carlile e Jaxin Hall nel 2009 dopo l'uscita di Carlile dagli Attack Attack!. Il nome della band deriva dall'omonimo romanzo di John Steinbeck.
Dopo i primi due album Of Mice & Men e The Flood, il gruppo ha raggiunto il successo nazionale con Restoring Force, del 2013. Il loro quarto album in studio, l'ultimo con Austin Carlile, Cold World, esce nel settembre 2016. Dal 2017 la formazione degli Of Mice & Men consiste nel cantante e bassista Aaron Pauley, i chitarristi Phil Manansala e Alan Ashby e il batterista Valentino Arteaga.

## Storia del gruppo

### Gli inizi (2009)
Gli Of Mice & Men sono stati fondati da Austin Carlile, il cantante originario degli Attack Attack!, e il bassista Jaxin Hall, trasferitosi nel 2009 da Auckland, Nuova Zelanda, a Columbus, nell'Ohio. I due registrano insieme il demo Seven Thousand Miles for What? con la band Though She Wrote ai Paper Tiger Studios di Columbus. Carlile e Hall cercano poi altri membri per circa un mese. Trovano Valentino Arteaga, batterista dei Lower Definition, Jon Kintz degli Odd Project e Phil Manansala, chitarrista turnista degli A Static Lullaby. Carlile e Hall si trasferirono a sud della California per unirsi con i tre. Poco dopo, Kintz decide di lasciare la band e viene sostituito con Shayley Bourget. Il loro primo lavoro pubblicato è stata una cover in chiave metalcore del brano Poker Face di Lady Gaga, masterizzato da Tom Denney, ex membro degli A Day to Remember. In poco più di due mesi dalla sua pubblicazione, il brano raggiunge oltre un milione di ascolti sul profilo MySpace degli Of Mice & Men, e questi decidono di inviare una demo all'etichetta discografica Rise. Riconosciuta come "il nuovo progetto musicale di Austin Carlile", la band ottiene un contratto dall'etichetta. Il gruppo si reca poi ai Foundation Studios di Connersville, Indiana, il 14 luglio 2009, per registrare il loro omonimo album di debutto con il produttore Joey Sturgis.

### Of Mice & Men(2010)
Il 6 dicembre 2009 vengono registrati a Ventura, in California, i video musicali per i brani Those in Glass Houses e Second & Sebring. La band pubblica il suo album di debutto, omonimo, il 9 marzo 2010, anche se era stato originariamente destinato ad essere pubblicato il 23 febbraio. Il video musicale per Second & Sebring viene pubblicato sul sito web di Hot Topic e fa il suo debutto televisivo su Headbangers Ball il 15 marzo 2010.
La band partecipa poi allo Squash the Beef Tour supportando Dance Gavin Dance insieme agli Emarosa, ai Tides of Man e agli Of Machines. Sempre nel 2009, gli Of Mice & Men partecipano all'Atticus Tour come gruppo di supporto insieme ai Finch, i Blessthefall, i Drop Dead, Gorgeous, i Vanna e i Let's Get It.
Dopo la fine dell'Atticus Tour, la band supporta gli I See Stars per il loro Leave It to the Suits Tour con i We Came as Romans, i Broadway e i Covendetta.

#### La momentanea uscita di Carlile dalla formazione

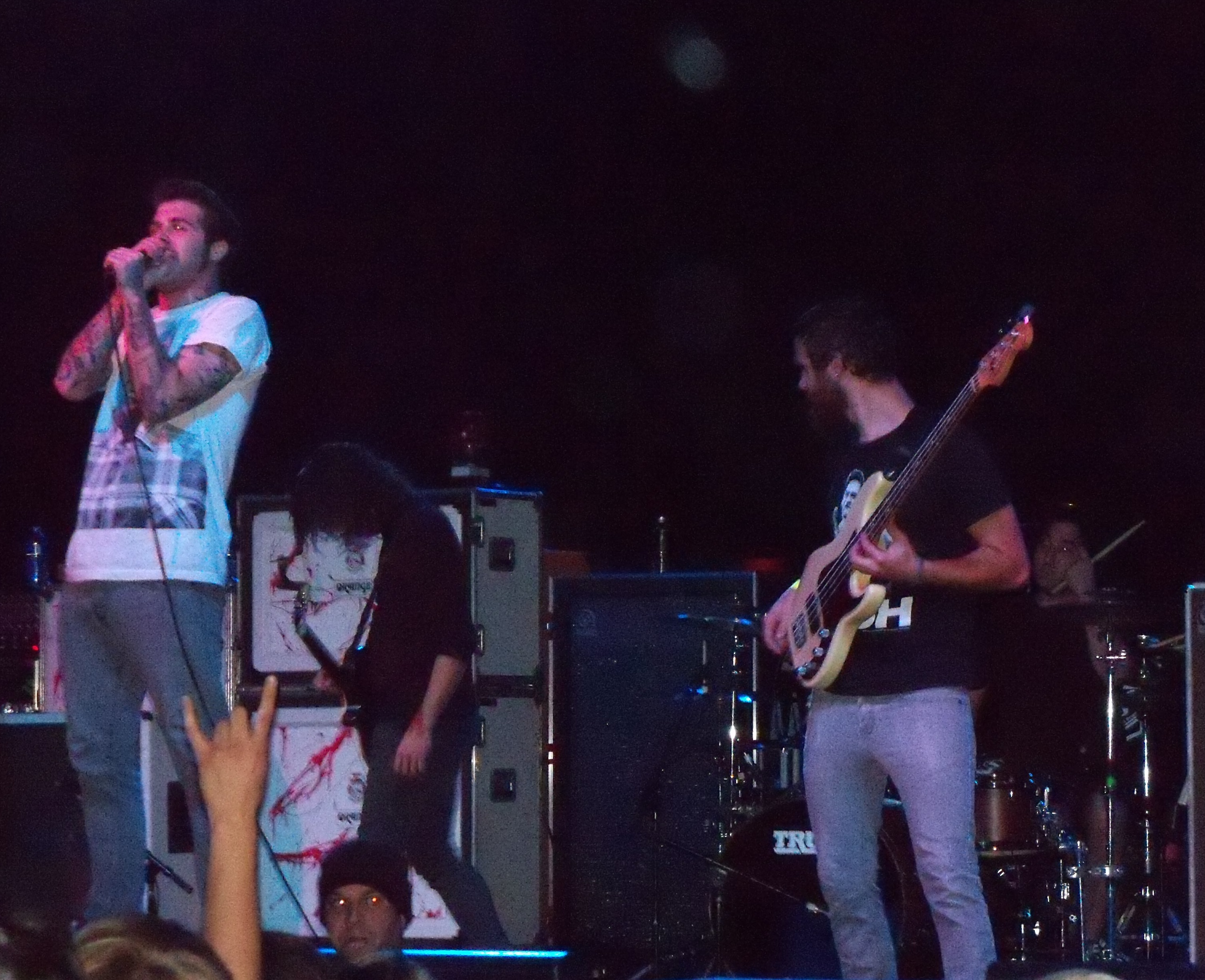
La band con il cantante temporaneo Jerry Roush nel novembre 2010

Per via di un intervento al cuore a cui avrebbe dovuto sottoporsi, Austin Carlile è costretto ad assentarsi per i futuri concerti della band. Jerry Roush, membro degli Sky Eats Airplane, già sostituto di Carlile nel The Emptiness Tour nel 2010, viene scelto come suo sostituto per i concerti futuri. Allo stesso tempo, però, Carlile cade in conflitto con gli altri membri e, attraverso molte discussioni, la band e il cantante decidono di separarsi permanentemente. Il gruppo invita quindi Roush a unirsi agli Of Mice & Men.
Dopo il The Emptiness Tour del 2010, gli Of Mice & Men supportano gli Attack Attack! nel This Is a Family Tour con gli In Fear and Faith, i Pierce the Veil e gli Emmure. Mesi dopo l'arrivo di Roush, il bassista Jaxin Sala lascia il gruppo il 23 agosto 2010. Sala spiega che le ragioni di questa decisione sono il volersi concentrare maggiormente sulla sua vita personale e sul lavoro per il suo marchio di abbigliamento, Love Before Glory. Dane Poppin degli A Static Lullaby sostituisce Hall durante le successive date del tour. Nello stesso periodo il gruppo viene incluso nella Punk Goes Pop 3 con la loro cover del brano R&B Blame It di Jamie Foxx. Questa sarà l'unica registrazione della band con Poppin al basso e Roush come voce, poiché dopo il Warped Tour del 2010 e i tour di supporto nel Regno Unito per gli August Burns Red e i Blessthefall, i membri della band decidono di richiamare Carlile come loro cantante. Jerry Roush viene licenziato tramite un messaggio il 3 gennaio 2011, senza però ricevere alcuna motivazione in proposito.

### The Flood(2011-2012)

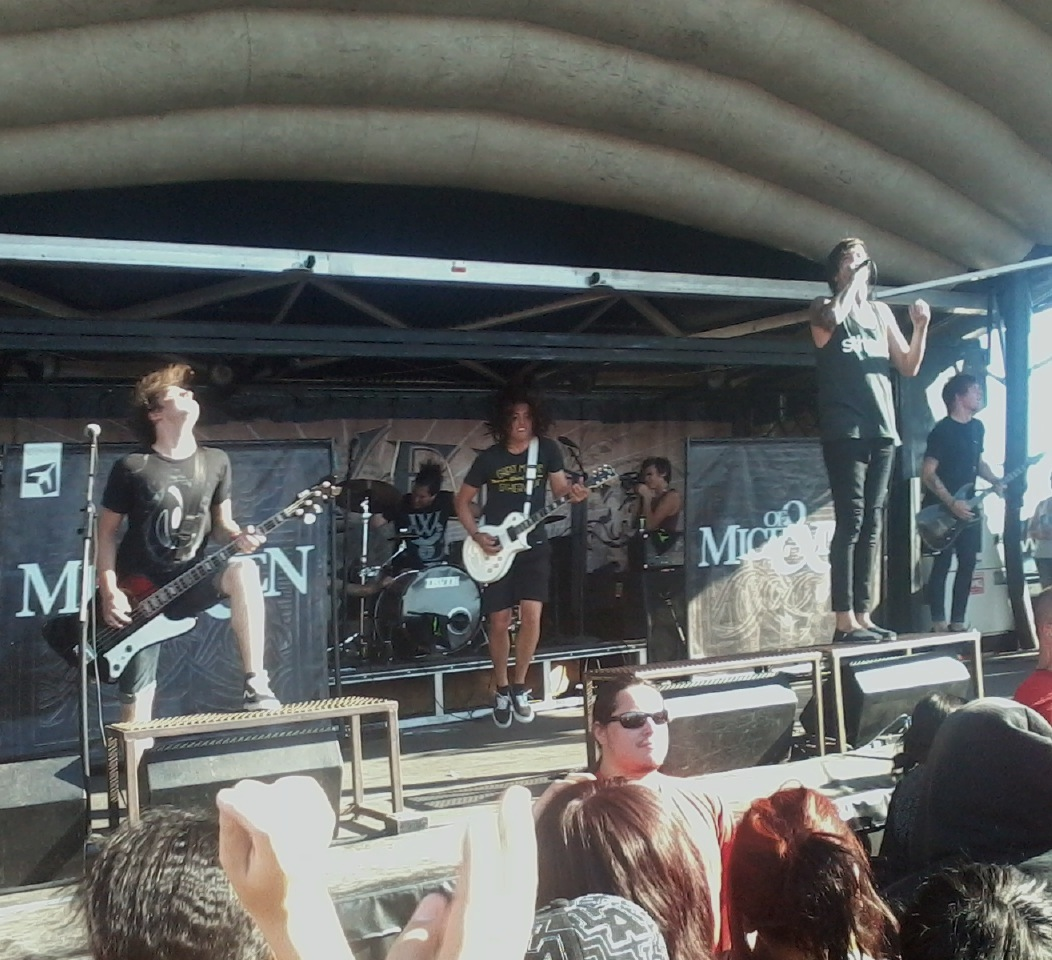
Gli Of Mice & Men in concerto nel 2011

Prima di tornare nel gruppo, Carlile stava organizzando insieme all'amico Alan Ashby la creazione di un nuovo progetto musicale e, trovandosi senza un bassista, gli altri membri degli Of Mice & Men accettano anch'egli come un nuovo membro della formazione, ma alla chitarra ritmica, così da far passare l'altro chitarrista Shayley Bourget al basso.
La rinnovata formazione inizia a registrare il suo secondo album verso la fine di gennaio 2011. Subito dopo il completamento dell'album, il gruppo partecipa headliner all'Artery Across the Nation Tour supportati da Woe, Is Me, Sleeping with Sirens, I Set My Friends on Fire e The Amity Affliction. Supportano a loro volta questi ultimi con I Killed the Prom Queen e i Deez Nuts durante il loro tour europeo, per poi suonare con gli Asking Alexandria durante un breve tour britannico con i While She Sleeps.
Il 13 marzo 2011 e il 24 maggio vengono presentati due nuovi brani che andranno a far parte del nuovo disco della band, inititolati rispettivamente Still YDG'n e Purified. Il secondo album degli Of Mice & Men, The Flood, viene poi pubblicato il 14 giugno 2011. Per il resto dell'anno si dedicano alle esibizioni dal vivo, partecipando al Warped Tour del 2011, supportando i We Came as Romans durante il loro I'm Alive Tour e partecipando al Monster Energy Outbreak Tour da headliners.
Il 9 febbraio 2012 viene annunciato che Shayley Bourget ha lasciato la band a causa di vari problemi personali, tra i quali la depressione e l'alcolismo di cui soffre. Per il Warped Tour del 2012 la band sceglie come bassista Aaron Pauley, precedentemente nei Jamie's Elsewhere. Pauley entrerà poi stabilmente a far parte della formazione degli Of Mice & Men. Il 24 luglio 2012 viene pubblicata una riedizione di The Flood contenente l'album e un CD bonus con 4 nuove tracce registrate senza Bourget, anticipata dal singolo The Depths.

### Restoring Force(2013-2015)

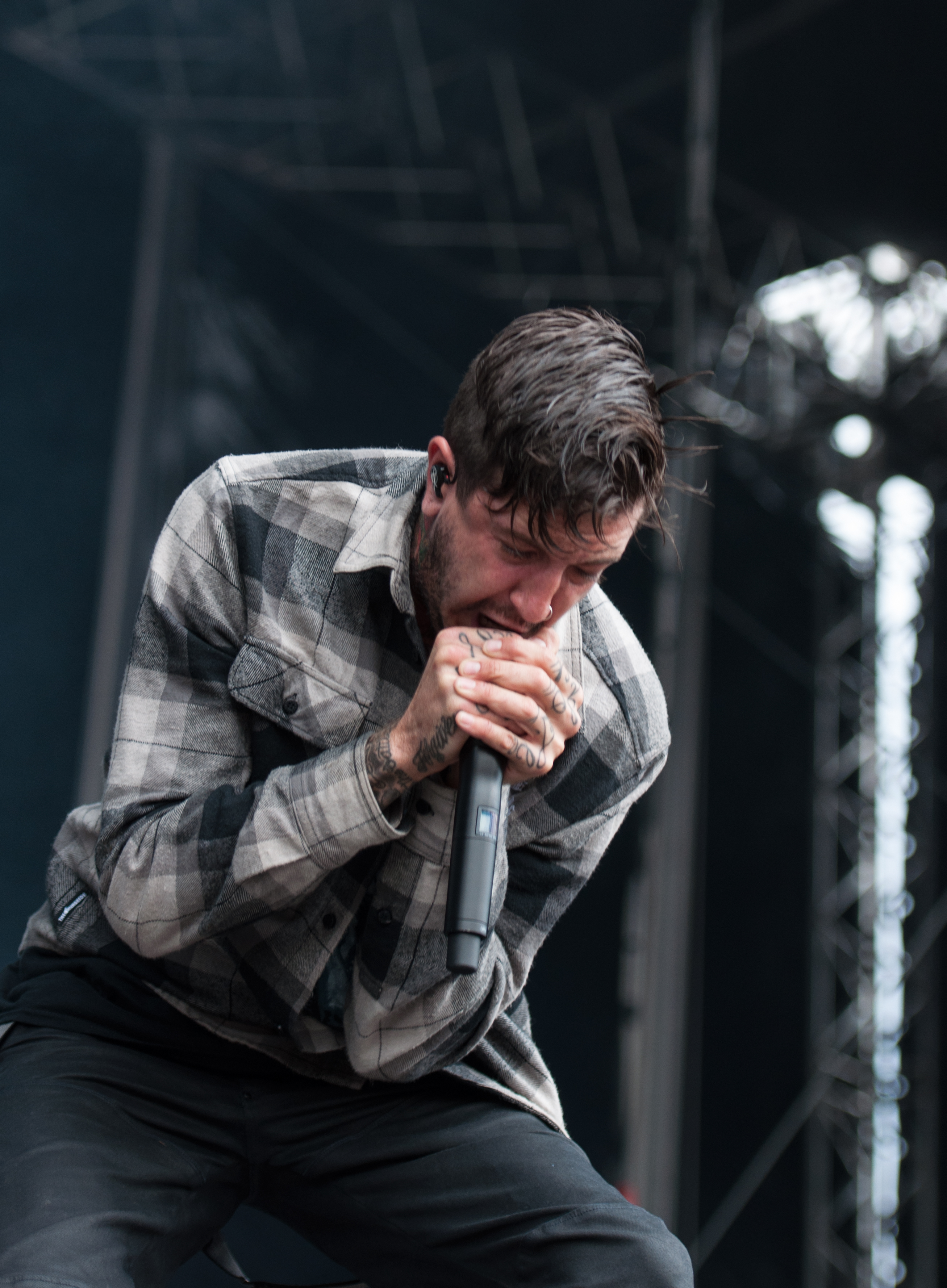
Il cantante Austin Carlile in concerto con la band a Münster nel 2014

Il 4 dicembre 2012 la band annuncia che è al lavoro sulla scrittura del loro terzo album in studio. Il gruppo entra in studio di registrazione nel giugno 2013 nel New Jersey con il produttore discografico David Bendeth. Il 1º ottobre 2013 vengono completate le registrazioni per il nuovo album, e il 17 ottobre la band annuncia:
Restoring Force, questo il titolo dell'album, viene pubblicato il 28 gennaio 2014 e debutta alla quarta posizione della classifica degli album più venduti negli Stati Uniti, vendendo oltre 51.000 copie nella sua prima settimana e stabilendo un nuovo record per la band. Grazie a Restoring Force, la band raggiunge anche le classifiche di altri paesi come Australia e Regno Unito, dove arriva rispettivamente al nono e al diciassettesimo posto. Viene anticipato nel dicembre 2013 dal singolo You're Not Alone, entrato nella Rock Songs di Billboard alla posizione 28 e alla numero 7 della Official Rock & Metal Singles Chart. I successivi singoli Would You Still Be There e Feels Like Forever raggiungono rispettivamente la 18ª e la 28ª posizione della Mainstream Rock Songs di Billboard. L'uscita del disco viene promossa da una serie di tour che li vede da prima supportare i Bring Me the Horizon negli Stati Uniti e successivamente come headliner in Europa supportati dai Beartooth (band di Caleb Shomo, ex compagno di Carlile negli Attack Attack!) e dagli Issues. Verso la fine del 2014 accompagnano i Linkin Park come ospiti speciali nel loro The Hunting Party Tour prima in Europa e poi, a inizio 2015, in Nord America.
Nel febbraio successivo Restoring Force viene ripubblicato con quattro tracce bonus con il titolo Restoring Force: Full Circle, accompagnato dai singoli Broken Generation e Never Giving Up. In promozione all'album la band si imbarca nel Full Circle Tour, che viene però interrotto prematuramente a giugno a causa del ricovero di Austin Carlile, che a fine mese viene sottoposto a un ennesimo intervento al cuore.

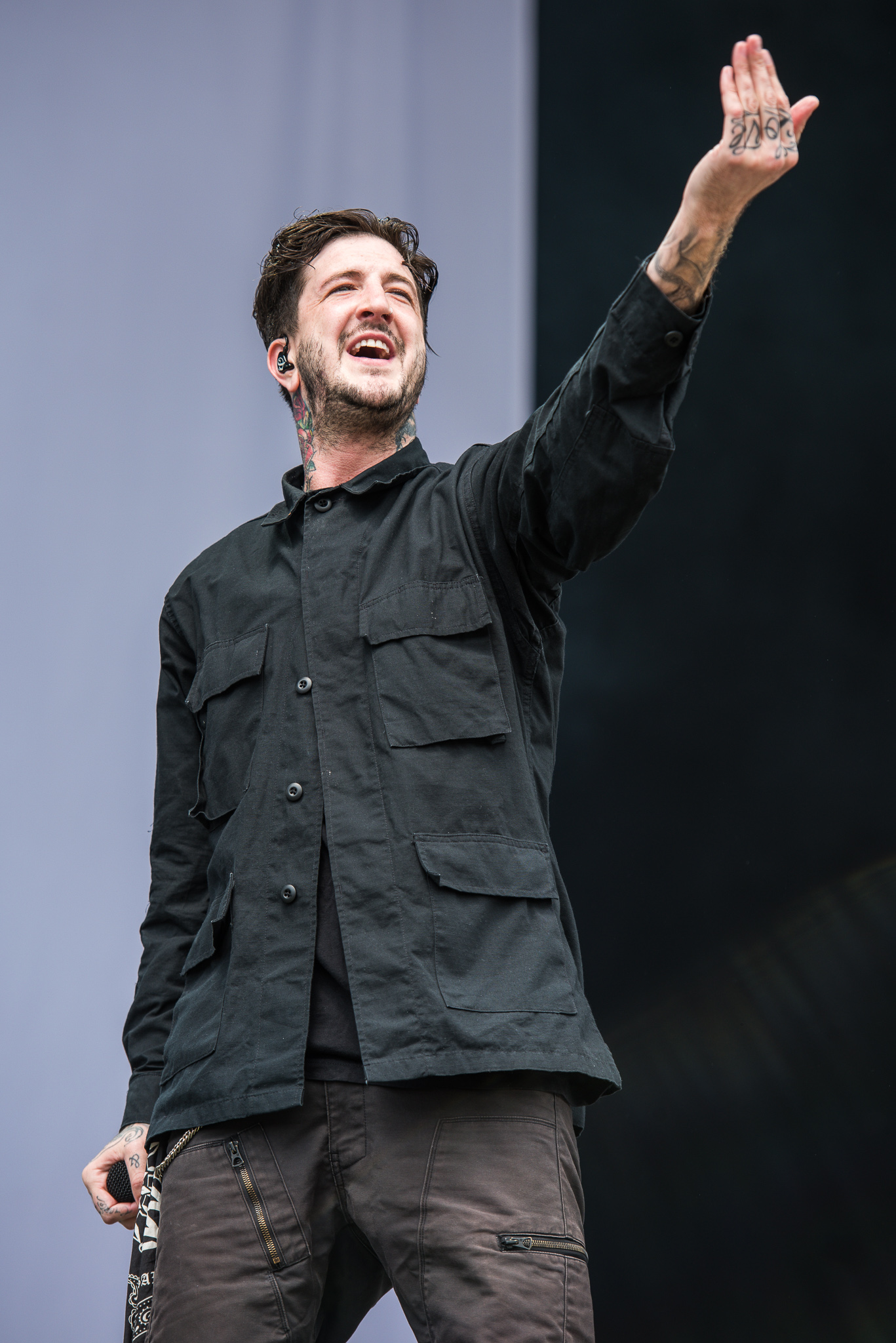
Carlile con gli Of Mice & Men al Rock im Park 2016

### Cold Worlde l'abbandono di Carlile (2016)
Da marzo a giugno 2016 gli Of Mice & Men si dedicano alla registrazione di un nuovo album di inediti, lavorando nuovamente con il produttore David Bendeth nel suo studio nel New Jersey. Intanto, il 27 maggio esce il loro primo album dal vivo, Live at Brixton, registrato nel dicembre 2015. Il mese successivo arriva la notizia che il gruppo ha ultimato i lavori al suo quarto album in studio, Cold World, successivamente uscito il 9 settembre 2016, anticipato dai singoli Pain, Real e Contagious.
Dopo aver annullato il resto del loro tour europeo in corso nell'ottobre 2016, gli Of Mice & Men cancellano anche la loro partecipazione al tour australiano degli A Day to Remember a causa dell'instabilità delle condizioni fisiche del cantante Austin Carlile, costretto più volte al ricovero ospedaliero a causa della sindrome di Marfan dalla quale è afflitto. In seguito a questi avvenimenti, e ai numerosi sforzi fisici a cui si è sottoposto il frontman durante i numerosi concerti tenuti con la band nel corso degli anni nonostante il parere contrario dei medici da cui è costantemente seguito, Carlile annuncia il 30 dicembre 2016 di aver deciso di lasciare definitivamente gli Of Mice & Men; in un comunicato ufficiale, i restanti membri del gruppo dicono:
Tuttavia, in un post su Instagram datato febbraio 2017, Carlile ha dichiarato di aver voluto lasciare la band anche per altri motivi come le varie divergenze artistiche con gli altri membri, soprattutto riguardo ai testi di quello che sarebbe stato il loro prossimo album.

### Aaron Pauley come frontman (2017-presente)

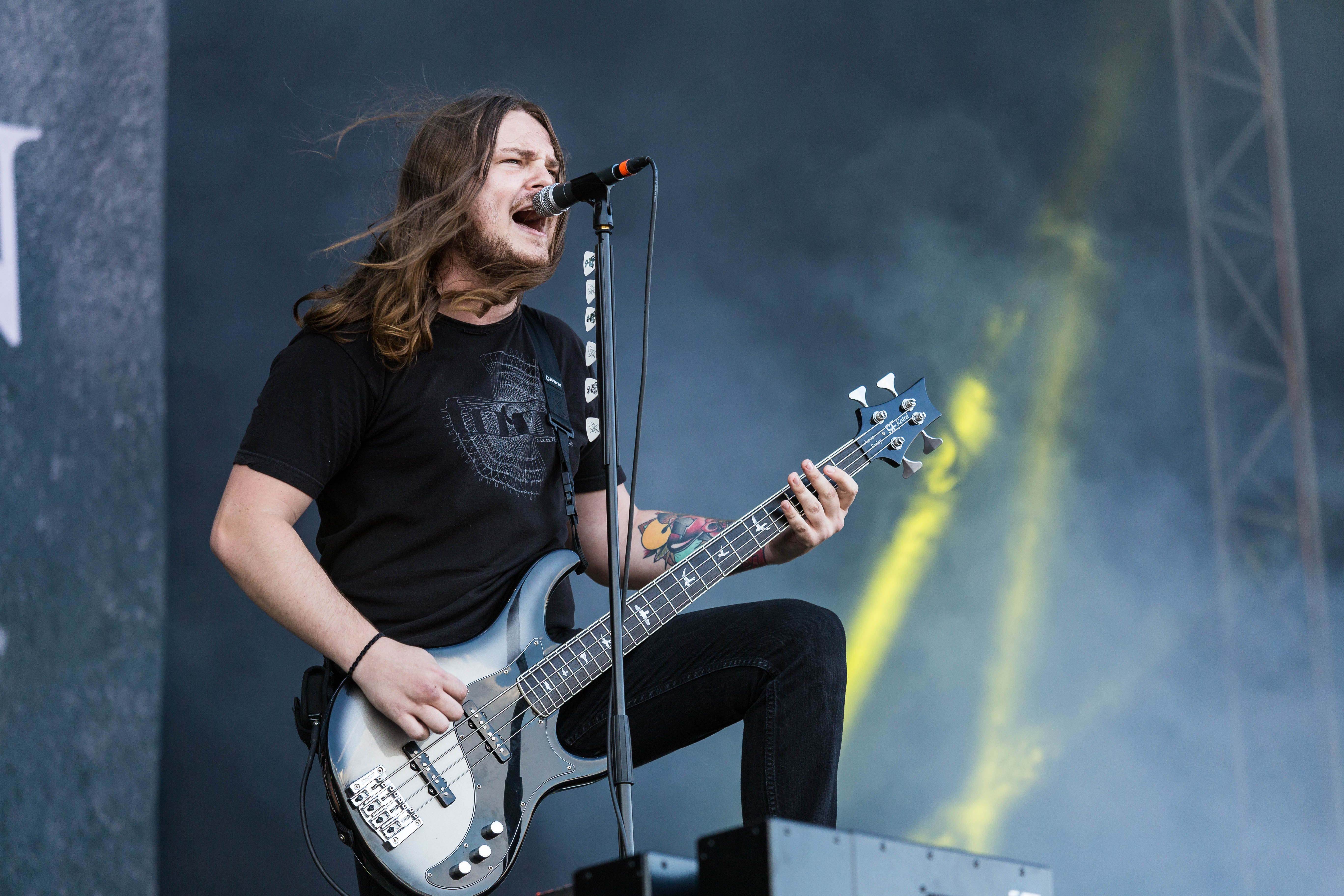
Il bassista e cantante Aaron Pauley nella nuova veste di frontman al Nova Rock Festival 2017

Il 23 aprile 2017 viene pubblicato il primo singolo senza Austin Carlile, intitolato Unbreakable, mentre il primo concerto senza di lui si tiene due giorni prima al Las Rageous Festival, con il bassista Aaron Pauley che si incarica di sostituire tutte le parti vocali originariamente cantate da Carlile. Un altro singolo, dedicato a Carlile, viene pubblicato il 22 maggio 2017 con il titolo Back to Me. Altri due singoli, Warzone e Defy, vengono pubblicati a novembre in anticipazione del quinto album di inediti Defy, uscito nel gennaio 2018. Un ulteriore singolo estratto dall'album, Money, viene pubblicato nello stesso mese; il brano è una reinterpretazione dell'omonimo pezzo dei Pink Floyd.
Nell'ottobre 2018, dopo un'intensa attività dal vivo, il gruppo rientra in studio, questa volta con il produttore Josh Wilbur, per cominciare a registrare musica per un nuovo album di inediti. Il primo singolo inedito a essere presentato è How to Survive, pubblicato il 15 febbraio 2019; segue a maggio un nuovo singolo inedito intitolato Mushroom Cloud.
Il 26 luglio 2019, all'uscita del singolo Earth & Sky, viene inoltre annunciata la pubblicazione del sesto album in studio del gruppo, Earthandsky, da parte della Rise Records il 27 settembre 2019. Durante il tour in supporto a questo disco viene impiegato come turnista al basso Raad Shaudani dei Volumes, così da permettere a Pauley di dedicarsi unicamente alle sole parti vocali.
Il 13 gennaio 2021 il gruppo annuncia la fine del contratto decennale che lo legava alla Rise Records, e la firma di un nuovo contratto discografico con l'etichetta indipendente SharpTone Records, attraverso la quale viene pubblicato il singolo Obsolete, che anticipa l'EP Timeless, poi pubblicato il 26 febbraio 2021. Timeless è il primo di una trilogia di EP che verrà pubblicata nel corso dello stesso anno: seguono infatti Bloom, pubblicato il 28 maggio, e Ad Infinitum, pubblicato il 3 dicembre. Il medesimo giorno viene pubblicato a sorpresa anche il settimo album in studio del gruppo, intitolato Echo e comprendente tutte le tracce dei tre EP.
Il 6 ottobre 2023 viene pubblicato dalla SharpTone l'ottavo album in studio del gruppo, Tether.

## Stile e influenze
Sin dagli esordi la musica del gruppo è stata descritta come appartenente al metalcore con forti influenze nu metal a cui si sono aggiunte, dal terzo album Restoring Force, anche sonorità alternative metal. Il quarto album Cold World presenta inoltre alcuni episodi più orecchiabili e vicini al rock alternativo. L'album successivo, Defy, il primo realizzato senza il frontman storico Austin Carlile, segna invece un ritorno a sonorità più dure e ascrivibili al metalcore.

## Formazione

### Formazione attuale
- Aaron Pauley – voce melodica, basso (2012-presente), voce death (2017-presente)
- Phil Manansala – chitarra solista (2009-presente)
- Alan Ashby – chitarra ritmica, cori (2011-presente)
- Valentino Arteaga – batteria, percussioni (2009-presente)

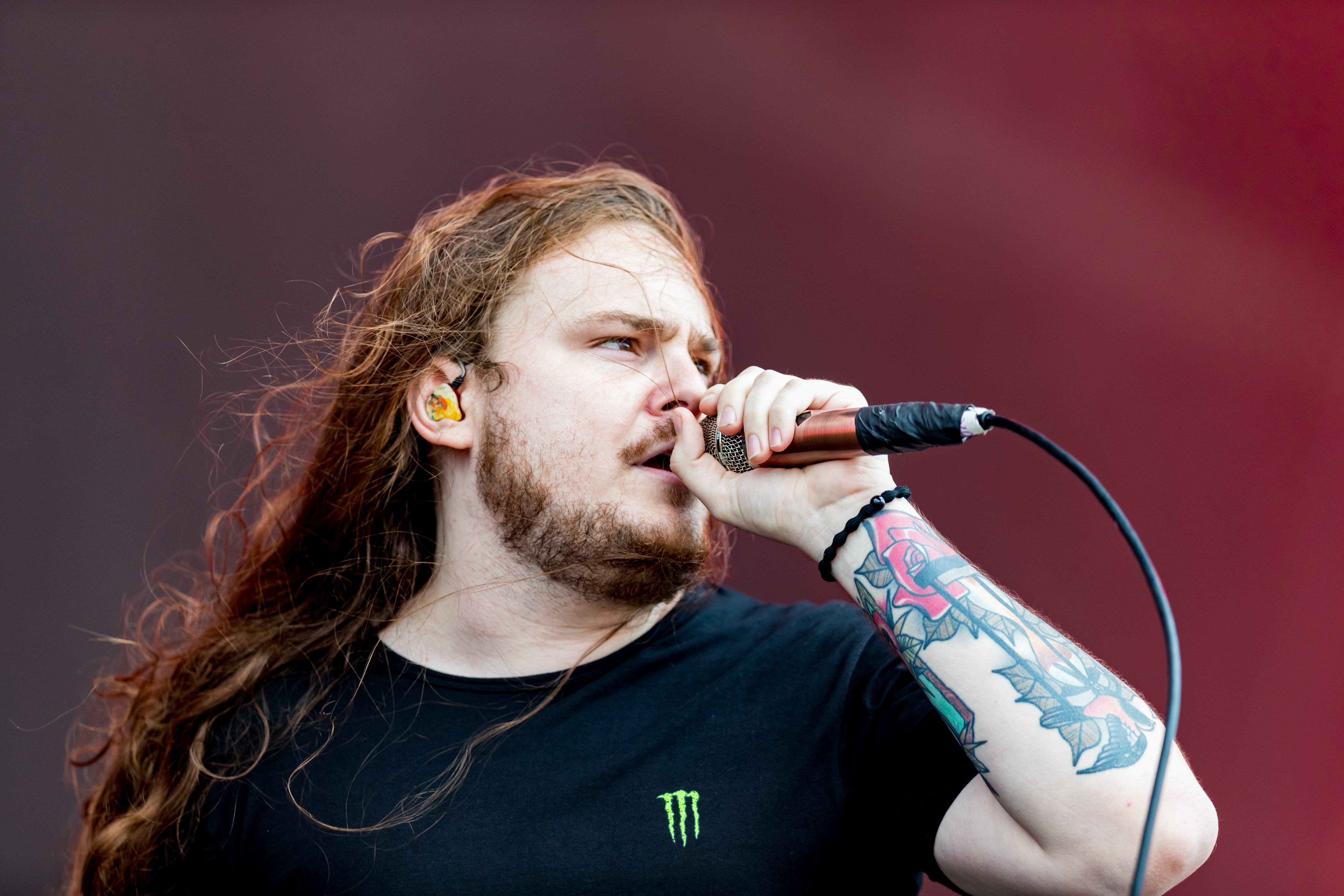
Aaron Pauley
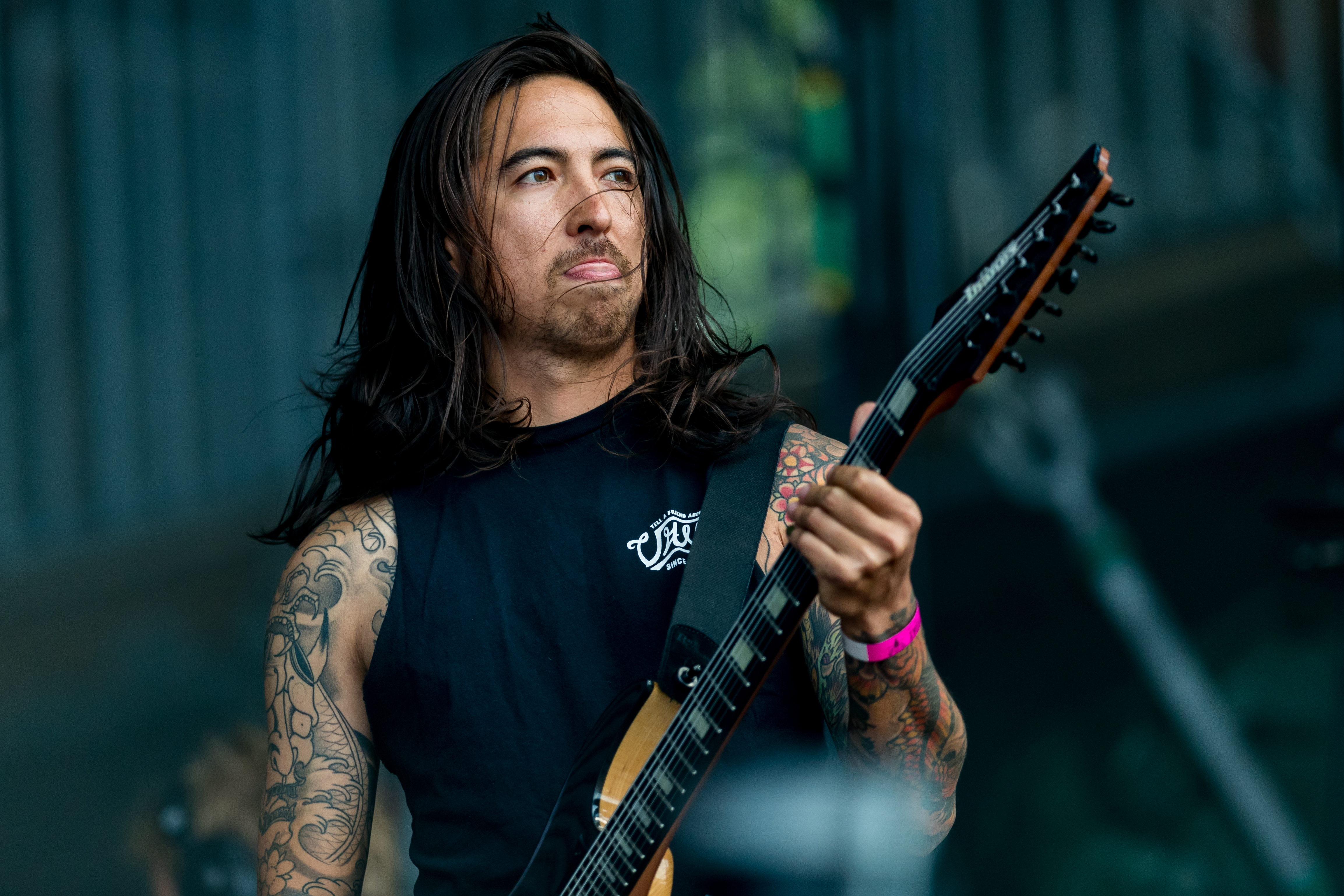
Phil Manansala
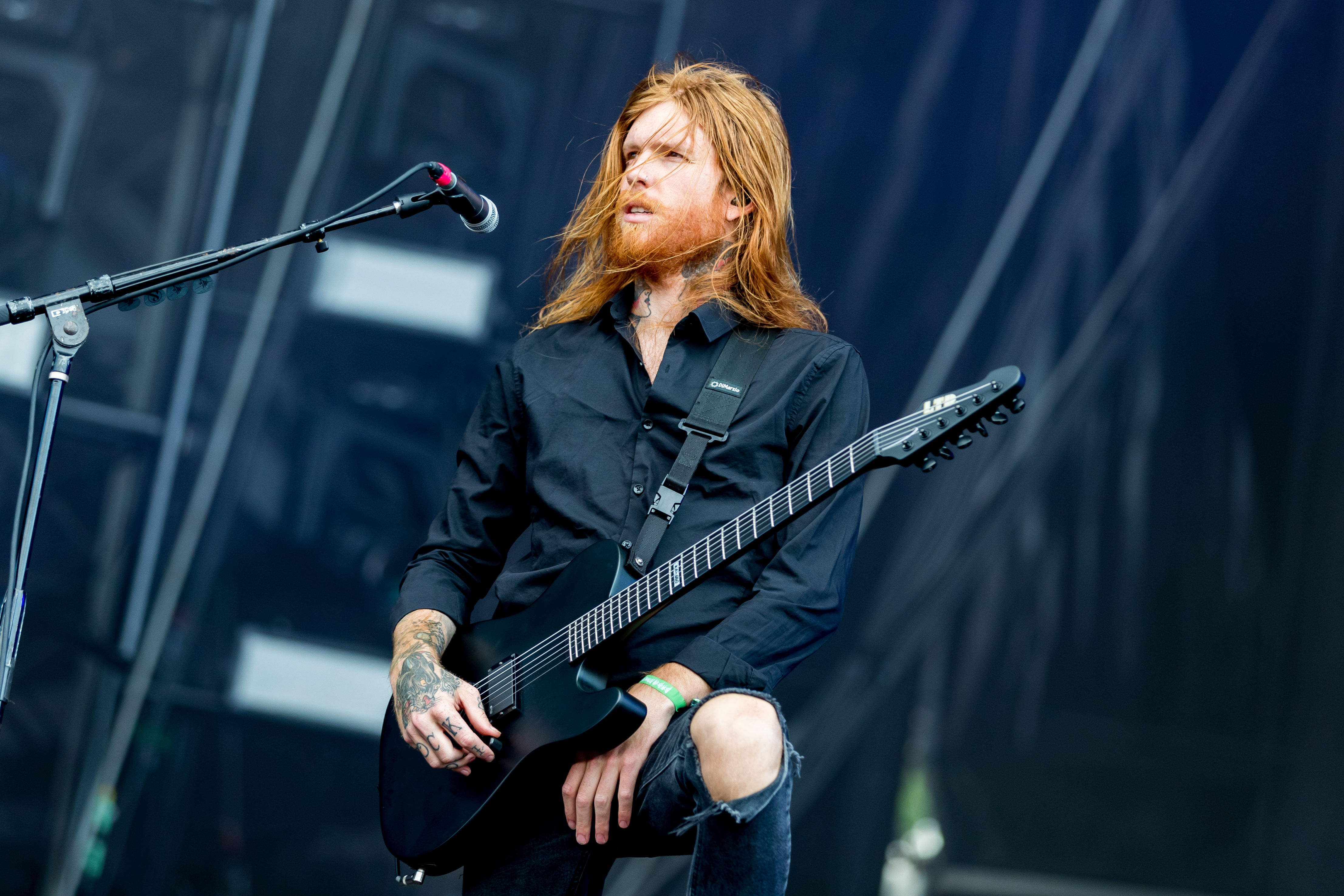
Alan Ashby
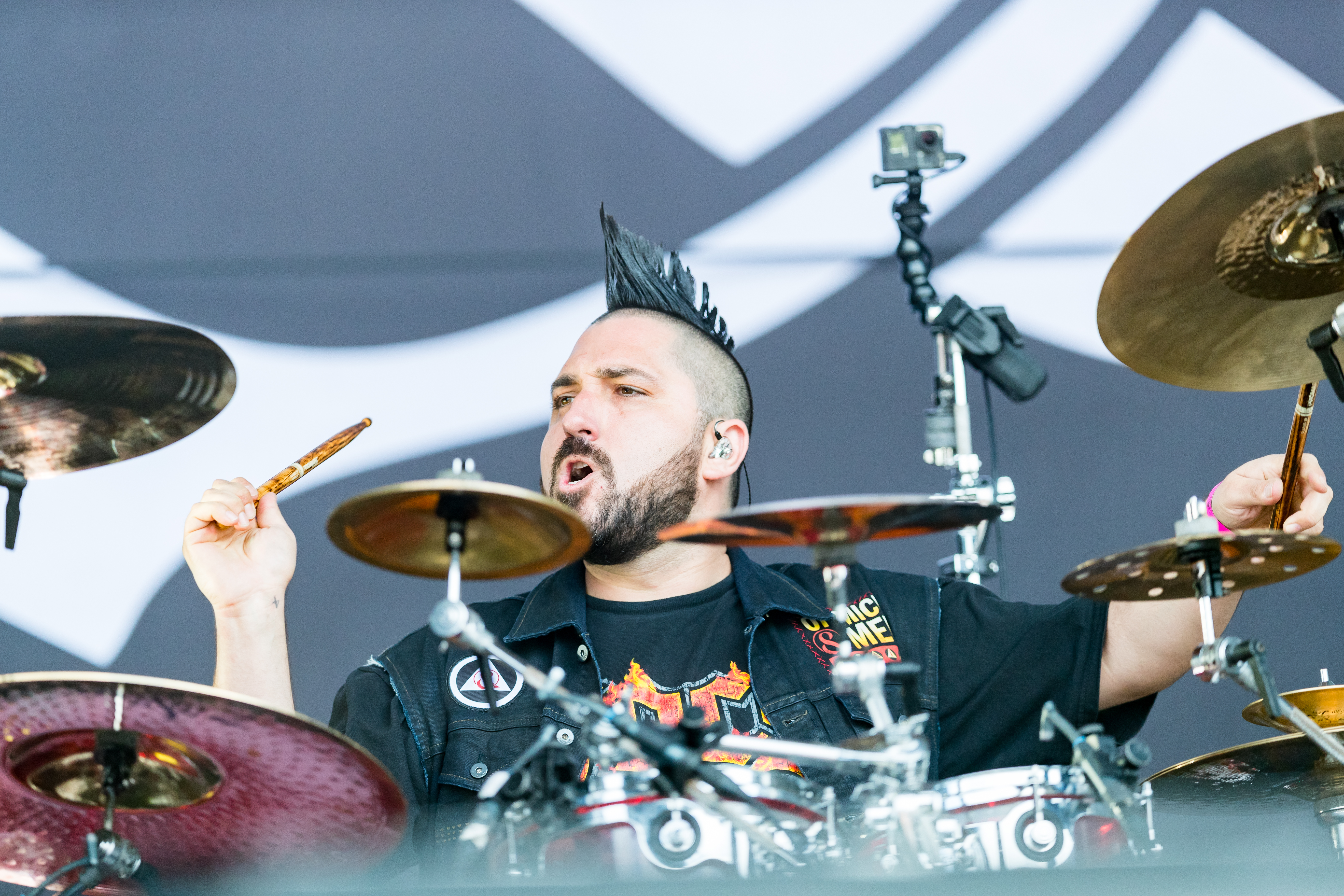
Valentino Arteaga

### Ex componenti
- Austin Carlile – voce death (2009-2010, 2011-2016)
- Jaxin Hall – basso, cori (2009-2010)
- Jon Kintz – chitarra ritmica, voce melodica (2009)
- Jerry Roush – voce death (2010-2011)
- Shayley Bourget – voce melodica (2009-2012), chitarra ritmica (2009-2011), basso (2011-2012)

### Turnisti
- Raad Soudani – basso (2019-presente)
- Justin Trotta – basso (2011-2012)
- Joel Piper – basso, cori (2011)
- Dane Poppin – basso (2010-2011)

## Discografia

### Album in studio
- 2010 – Of Mice & Men
- 2011 – The Flood
- 2014 – Restoring Force
- 2016 – Cold World
- 2018 – Defy
- 2019 – Earthandsky
- 2021 – Echo
- 2023 – Tether
- 2025 – Another Miracle

### Album dal vivo
- 2016 – Live at Brixton